# Lądowisko Racibórz
Lądowisko Racibórz – lądowisko sanitarne w Raciborzu, w województwie śląskim, położone przy ul. Gamowskiej 3. Przeznaczone jest do wykonywania startów i lądowań śmigłowców sanitarnych i ratowniczych w dzień i w nocy o dopuszczalnej masie startowej do 5700 kg. 
Zarządzającym lądowiskiem jest Szpital Rejonowy im. dr. Józefa Rostka. W roku 2011 zostało wpisane do ewidencji lądowisk Urzędu Lotnictwa Cywilnego pod numerem 63
Lądowisko znajduje się w południowej części obszaru szpitala. Na lądowisko składa się płyta betonowa (płaszczyzna przyziemia 15 m x 15 m), płaszczyzna przyziemienia otoczona trawiastym polem wzlotów, wokół pola wzlotów opaska z płyt chodnikowych o szerokości 1 m oraz zjazd z płaszczyzny przyziemienia - chodnik z kostki brukowej o szerokości 3 m, łączący się z istniejącym podjazdem do budynku.